# فون إم برودي
فون مكاي برودي (15 سبتمبر 1915-10 يناير 1981) كانت كاتبة سيرة أمريكية وواحدة من أوائل أستاذات التاريخ في جامعة كاليفورنيا (لوس أنجلس)، وقد اشتهرت بالسيرة النفسية توماس جفرسون: تاريخ حميم (1974)، وكتاب لا أحد يعرف تاريخي (1945)، وهو سيرة حياة جوزيف سميث مؤسس حركة قديسي الأيام الأخيرة.
نشأت في ولاية يوتا في أسرة محترمة، وإن كانت فقيرة، وكانت من أعضاء كنيسة يسوع المسيح لقديسي الأيام الأخيرة (كنيسة إل دي إس)، ابتعدت فون مكاي عن المورمونية خلال سنوات عملها في الدراسات العليا في جامعة شيكاغو وتزوجت ببرنارد برودي، الأكاديمي الذي أصبح خبيرًا في الدفاع الوطني؛ وأنجبا ثلاثة أطفال. على الرغم من أن فون برودي أصبحت في النهاية واحدة من أوائل أستاذات التاريخ في جامعة كاليفورنيا، إلا أنها اشتهرت بسيرها الذاتية الخمس، والتي تتضمن أربعة منها رؤى من التحليل النفسي الفرويدي.
وُصف تصوير برودي لسميث في عام 1945 بأنه «عبقري ارتجال» احتيالي على أنه «سيرة ذاتية مكتوبة بشكل جميل، وعمل باحث ناضج، و[الذي] يمثل أول جهد حقيقي للتعامل مع دليل متناقض حول بداية حياة سميث» وكعمل قدم التخمين كحقيقة. وقد كانت سيرتها النفسية الأكثر مبيعًا لتوماس جفرسون التي نُشرت في عام 1974، وتعتبر أول فحص حديث للأدلة على أن جفرسون اتخذ عبدته سالي همينجز محظية وأنجب منها أطفالًا. وخلصت برودي إلى أنه فعل ذلك، وهو استنتاج يدعمه تحليل الحمض النووي عام 1998 والإجماع العلمي الحالي.

## حياتها المبكرة
كانت فون مكاي الابنة الثانية من بين خمسة أطفال لتوماس إي. مكاي وفون بريمهال. وقد ولدت في أوغدن بولاية يوتا، ونشأت في هانتسفيل، على بعد نحو عشرة أميال (16 كم) شرقًا. وينحدر والداها من عائلات مؤثرة في المورمونية المبكرة. وكان جدها لأمها جورج هـ. بريمهال رئيس جامعة بريغام يونغ. وكان والدها توماس إيفانز مكاي أسقفًا، ورئيس البعثة السويسرية والنمساوية لكنيسة يسوع المسيح لقديسي الأيام الأخيرة، ومساعدًا لمجموعة الرسل الاثني عشر. وكان عم برودي ديفيد أو. مكاي أحد رسل كنيسة يسوع المسيح لقديسي الأيام الأخيرة عندما ولدت برودي وأصبح فيما بعد الرئيس التاسع للكنيسة.
على الرغم من مكانة عائلتها في الكنيسة فقد عاشوا في فقر مدقع مثقلين بالديون غير المسددة على ممتلكاتهم. وكانت الشابة فون محرجًة دائمًا لأن منزلهم لا يحتوي على سباكة داخلية.
أظهرت برودي نضجًا مبكرًا. وفي الثالثة من عمرها حفظت ورددت قصائد طويلة. وحين حل وباء السعال الديكي اقتنعت والدة برودي بأن تدرس فلورا شقيقة فون في المنزل والتي كانت تكبرها بعامين، وكانت فون مواكبة لذلك. والتحقت بالمدرسة في عام 1921، وتقدمت فون البالغة من العمر ست سنوات إلى الصف الرابع؛ عندما خسرت اختبار التهجئة في المدرسة لمن يبلغون من العمر اثني عشر عامًا، «بكت وبكت لأن هذا الولد اللامع، يبلغ من العمر ضعف عمرها، قد فاز عليها»، في مجلة جوفينايل إنستراكتر. في الرابعة عشرة من عمرها كانت متفوقة في مدرسة ويبر الثانوية.
على الرغم من أن برودي كبرت ونضجت في بيئة دينية صارمة تضمنت صلاة السبت الصارمة وصلاة المساء على ركبتيها، فقد كانت والدتها من المتشككين السريين الذين اعتقدوا أن كنيسة يسوع المسيح لقديسي الأيام الأخيرة كانت «نظامًا اجتماعيًا رائعًا» لكنها شككت في عقيدتها. ووفقًا لبرودي في أواخر ثلاثينيات القرن العشرين بينما كان والدها يترأس أنشطة إرسالية المورمون في أوروبا الناطقة بالألمانية، أصبحت والدتها «مهرطقة بشكل كامل» أثناء مرافقته هناك.

## تعليمها وزواجها
منذ عام 1930 حتى عام 1932 التحقت برودي بكلية ويبر، وهي مؤسسة مدتها سنتان في أوغدن، مملوكة لكنيسة يسوع المسيح لقديسي الأيام الأخيرة، حيث أصبحت متحدثًة عامة بارعة وشاركت في النقاش بين الكليات. وأكملت درجة البكالوريوس في الأدب الإنجليزي من جامعة يوتا عام 1934. وهناك بدأت بالتشكيك في معتقدات المورمون الأساسية، مثل أن الأمريكيين الأصليين نشأوا في فلسطين القديمة. وبعد التخرج في سن التاسعة عشرة عادت لتدريس اللغة الإنجليزية في كلية ويبر.
في المدرسة الثانوية بدأت برودي بمواعدة زميلها ديلورث جنسن. وكتبا لبعضهما البعض أثناء غياب جنسن الطويل في مهمة لكنيسة يسوع المسيح لقديسي الأيام الأخيرة في أوروبا. وفي يونيو عام 1935 جرى قبولهما للدراسات العليا في جامعة كاليفورنيا في بيركلي، وافترض الأصدقاء أنهما سيتزوجان. وكانت أختها فلورا قد هربت مؤخرًا مع شقيق جنسن، الذي لم تحبه عائلة مكاي. وشجعوا فون على الالتحاق بجامعة شيكاغو بدلًا من الزواج. ويبدو أن مكاي كانت لديها «شكوك متزايدة حول الزواج بجنسن».
في جامعة شيكاغو حيث حصلت على درجة الماجستير عام 1936 فقدت برودي إيمانها بالدين تمامًا. وفي عام 1975 كما تتذكر «كان الأمر أشبه بخلع معطف في الصيف. كان إحساس التحرر لدي في جامعة شيكاغو مبهجًا. شعرت بسرعة كبيرة أنني لا أستطيع العودة إلى الحياة القديمة، وفعلًا لم أعد». وقد واصلت الكتابة إلى جنسن حتى قبل وقت قصير من زواجها ببرنارد برودي يوم تخرجها في 28 أغسطس عام 1936.
كان برودي من مواليد شيكاغو، وهو ابن لمهاجرين يهود لاتفيين، وجرى عزله عن عائلته ودين عائلته. وكطالب دراسات عليا لامع في العلاقات الدولية، أصبح في النهاية خبيرًا بارزًا في الاستراتيجية العسكرية خلال حقبة الحرب الباردة. وشعرت أسرة مكاي بالرعب من زواج ابنتهم الوشيك. وشعر ديلورث جنسن بالخيانة. وقد ذهب ديفيد أو. مكاي إلى شيكاغو ليحذر ابنة أخته من اعتراضات الأسرة القوية. ومراعاة لوالدتها حددت فون حفل الزفاف في كنيسة يسوع المسيح لقديسي الأيام الأخيرة، ولكن من بين أفراد أسرة مكاي حضرت والدة فون فقط. ولم يحضر أي من أفراد عائلة برودي.

## لا أحد يعرف تاريخي

### التأليف
بعد أن وجدت برودي عملًا مؤقتًا في مكتبة هاربر بجامعة شيكاغو بدأت بالبحث عن أصول كتاب المورمون. وبحلول منتصف عام 1939 أخبرت عمها دين آر بريمهال (وهو مورموني سابق) أنها تنوي كتابة سيرة ذاتية علمية لجوزيف سميث. وتباطأ التقدم نحو هذا الهدف بسبب ولادة الطفل الأول لأسرة برودي، وثلاث تنقلات سريعة نتيجة بحث زوجها عن منصب دائم. وفي عام 1943 جرى تشجيع فون برودي بدرجة كافية من خلال تقدمها للدخول في مسودتها المكونة من 300 صفحة في مسابقة زمالة ألفرد أ. نوف الأدبية. وفي مايو جرى الحكم على تقديمها بأنه الأفضل من بين 44 تقديم أخر. 
واصلت برودي بحثها في مكتبة الكونغرس في واشنطن العاصمة، حيث انتقلت أسرة برودي للعمل مع زوجها، وكذلك في المقر الرئيسي لكنيسة يسوع المسيح لقديسي الأيام الأخيرة في مدينة إندبندنس بولاية ميزوري. وفي النهاية عادت إلى يوتا، حيث أجرت بحثًا في أرشيف كنيسة يسوع المسيح لقديسي الأيام الأخيرة. وتمكنت من الوصول إلى بعض المواد شديدة التقييد من خلال الادعاء بأنها «ابنة الأخ مكاي»، وهي حيلة جعلتها تشعر «بالذنب». وجذب سعيها وراء وثائق غير معروفة انتباه عمها ديفيد أو. مكاي. وبعد «لقاء مؤلم وحاد» مع عمها، وعدت برودي بعدم الرجوع مرة أخرى إلى المواد الموجودة في أرشيف الكنيسة.
توسع بحث برودي من قبل طلاب آخرين من المورمونية، وعلى الأخص دالي إل مورغان، الذي أصبح صديقًا لها مدى الحياة ومعلمًا وموجهًا. أكملت برودي السيرة الذاتية لجوزيف سميث في عام 1944، ونشرها ألفرد أ. نوف عام 1945، عندما كانت تبلغ من العمر ثلاثين عامًا.